# Schlacht von Plewna
Zimnicea – 
Nikopol – 1. Schipkapass  –  Elena – 2. Schipkapass – Plewen – Lowetsch – 3. Schipkapass – Zivin – Kızıl Tepe – Aladscha – Gorni-Dubnik – Kars – Taschkesen – 4. Schipkapass – Plowdiw
Die Schlacht von Plewna (Plewen) vom 20. Juli bis 10. Dezember 1877 umfasst eine entscheidende Belagerung und mehrere Schlachten im Russisch-Türkischen Krieg von 1877–1878. Die russischen Truppen versuchten drei Mal (20. Juli, 30. Juli und 11. September 1877) die Stadt zu erstürmen und erlitten schwere Verluste. Mehrere Monate lang hatten russische und ab August 1877 auch rumänische Truppen die Festung umschlossen. Der Befehlshaber der türkischen Truppen Osman Pascha genoss wegen seines erfolgreichen Widerstandes großes Ansehen bei seinen Landsleuten und hielt die halbe russische Armee vier Monate lang bei ihrem Vormarsch auf. Der russische Zar Alexander II. selbst war bei den Kämpfen und beim Fall der Stadt am 10. Dezember anwesend.

## Vorgeschichte
Osman Nuri Pascha, der türkische Kommandant der Festung Widin, erhielt nach dem russischen Einbruch am Balkan Befehl, seine starke Garnison am 13. Juli nach Nikopoli zu führen. Auf dem Rückmarsch wurde er jedoch von den Russen angegriffen und wandte sich darauf mit seiner Armee nach Plewna, das er als geeignete Position für die Verteidigung und zum Start eines Gegenangriffes erachtete. Am 17. Juli waren Osmans Truppen in Plewna eingerückt und begannen sofort mit Befestigungsarbeiten an der Nord- und Ost-Seite der Stadt, wo der Anmarsch der Russen zu erwarten war. Ein erster Angriff auf Plewna durch die russische 5. Division unter General Schildner-Schuldner am 20. Juli 1877 wurde von Osman Pascha abgeschlagen. Zu dieser Zeit hatten die Türken noch keine Redouten errichtet, verfügten aber über eine damals sehr moderne Bewaffnung.

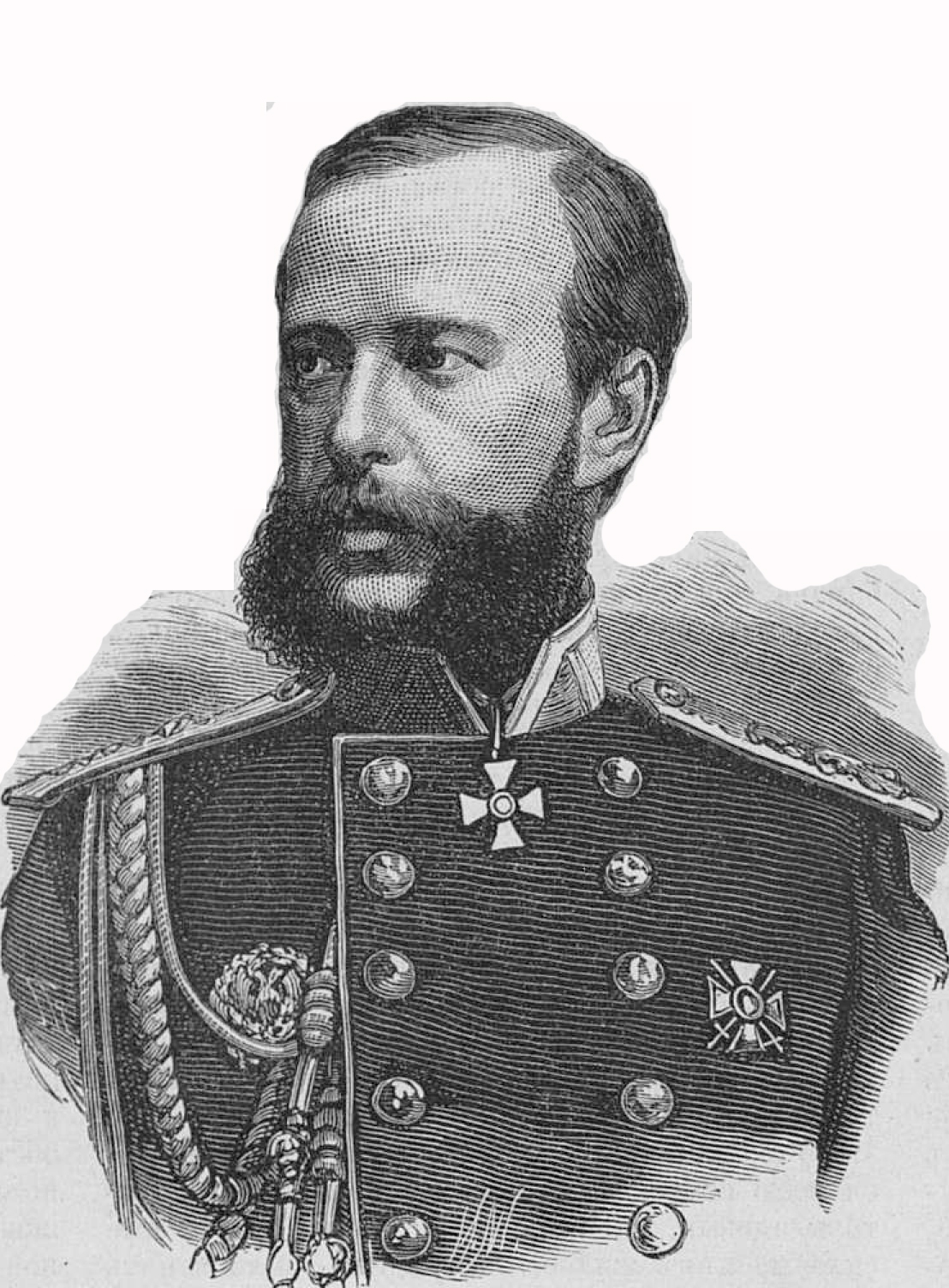
General Alexander Imeretinski

Die zweite Schlacht wurde am 30. Juli eröffnet, nachdem das russische IX. Armeekorps unter General Nikolai von Krüdener vollständig eingetroffen war, sich mit Teilen des XI. Armeekorps unter Generalleutnant Schachowskoi vereinigt hatte und die Angriffstruppen auf über 36.000 Mann mit 176 Kanonen verstärkt hatte. Die 31. Infanterie-Division unter Generalleutnant Weljaminow sollte im Osten die türkische Stellung zwischen Bukowlek und Griwitzki rechts umfassen, die 16. Infanterie-Division unter Skobelew griff von Süden her an und Schachowskis Truppen versuchten im Südosten bei Radischewo anzusetzen. Alle diese Angriffe wurden von etwa 23.000 türkischen Verteidigern zurückgeworfen. Der zweite russische Angriff endete in einer Katastrophe – 168 Offiziere und 7.167 Mannschaften wurden getötet und verwundet, während der Verlust der Türken 1.200 Mann nicht überschritt. 
Am 1. September vereinigten die russischen Generäle Alexander Imeretinski, Skobelew und Wladimir Dobrowolski ihre Truppen mit rund 27.000 Soldaten zur Schlacht von Lowetsch. Osman Pascha rückte am 3. September mit 20 Bataillonen aus Plewna aus, um die Garnison in Lowetsch zu verstärken, allerdings erreichte er die Stadt erst nach dem Fall an die Russen und musste sich wieder nach Plewna zurückziehen. Osman Pascha ließ die günstige Gelegenheit zu einem wirksamen Gegenangriff verstreichen, obwohl er durch Hifzi Pascha mit 12.000 Mann verstärkt worden war.

## Die Dritte Schlacht am 11. und 12. September

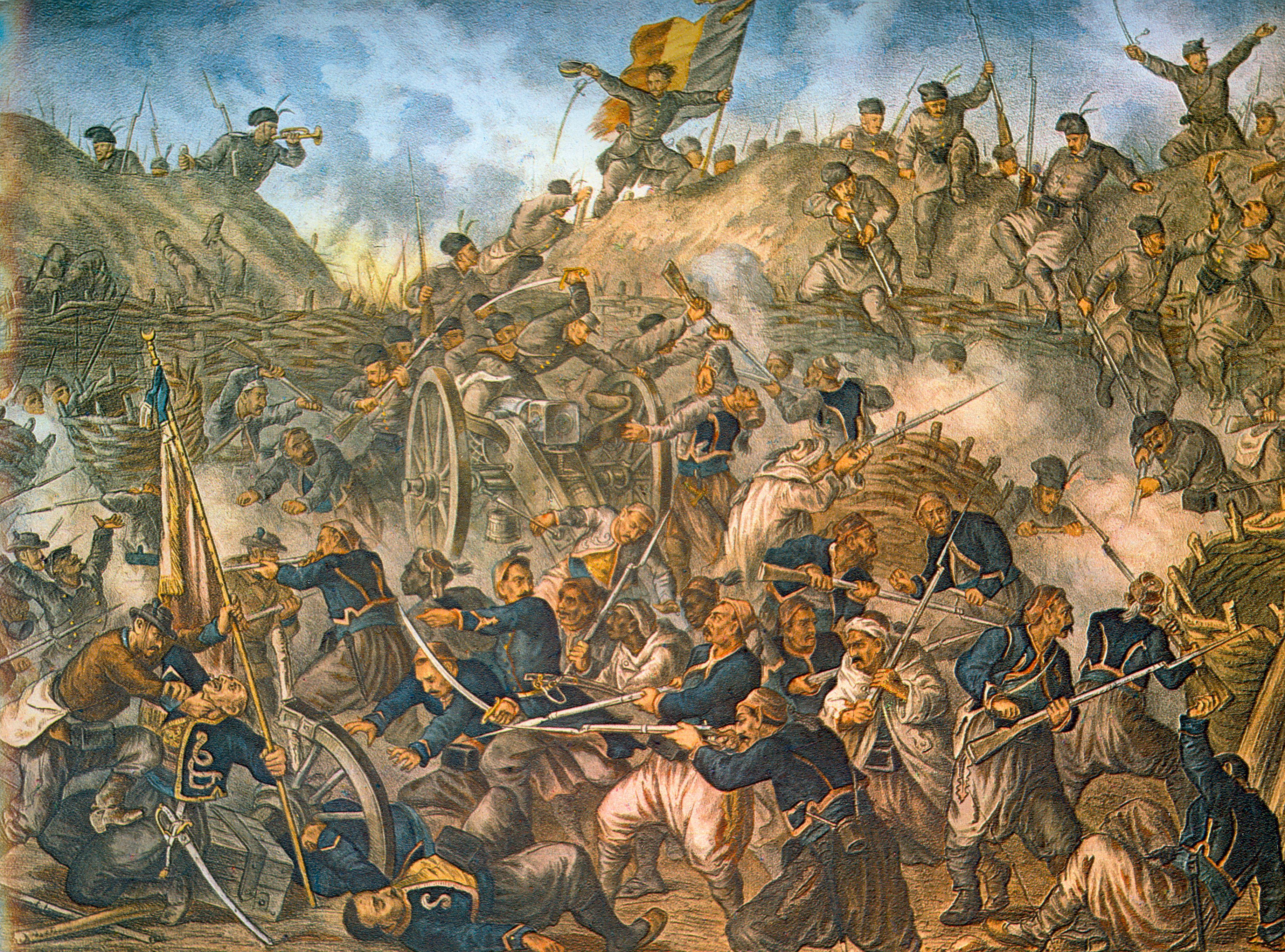
Rumänischer Angriff auf die Schanze von Griwitza

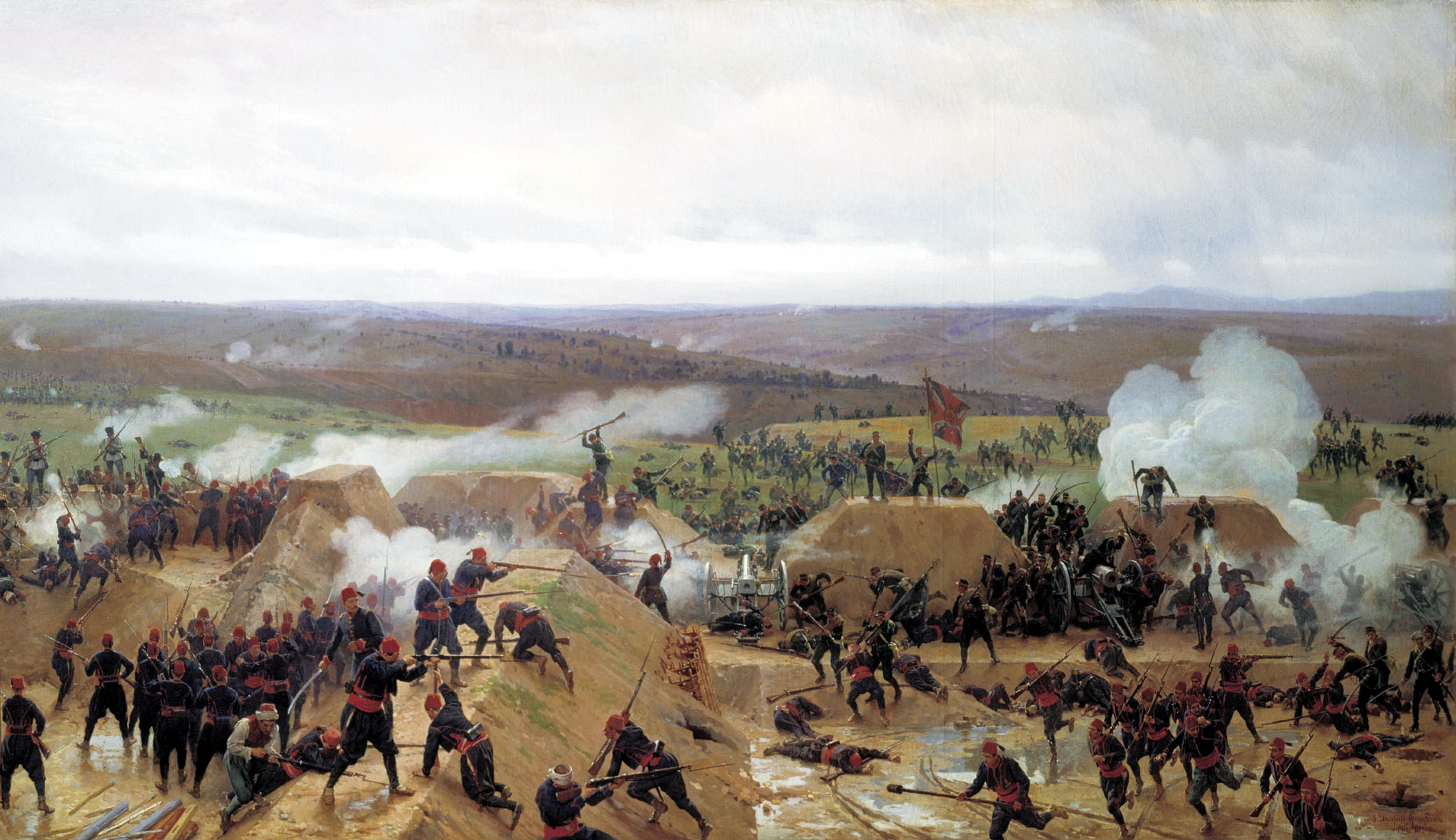
Kampf um die Schanzen von Plewna

Am 4. September zählte die russische Westarmee nach ihrer Verstärkung durch die Truppen Immertinsikis 107 Bataillone mit 82.000 Mann, 61 Eskadronen und 30 Kosaken-Sotnien mit 11.000 Reiter mit 444 Geschützen, davon stellten die Rumänen 42 Bataillone, 32 Eskadronen und 120 Geschütze. Dieser Macht stand in der Befestigung von Plewna eine türkische Armee mit etwa 43.000 Mann und 58 Geschützen gegenüber. Ab 6. September setzte die Beschießung der türkischen Linien ein, am 11. September begann die dritte Schlacht von Plewna mit dem Angriff der Infanterie. Die Rumänen unter General Cernat sollten gegen die Griwitza-Redoute und Krüdeners Korps gegen den Radisewo-Abschnitt vorgehen. Zwischen der Galitz-Redoute und zur Tutschenitza-Schlucht sollte das IV. Armeekorps unter Generalleutnant Zotow angesetzt werden. Prinz Immertinski und General Skobelew unterstützt durch die Kavallerie-Brigade unter General Leontjew hatten mit der 16. und 30. Infanterie-Division auf der Krschin-Front anzugreifen. Der Sektor zwischen der Kartushaven-Schlucht und dem rechten Ufer des Vid wurde der 3. Garde-Division des Generalleutnant Katalei zugewiesen. Die Positionen zwischen Biwolar und dem rechten Ufer des Vid wurden den beiden Divisionen des Grenadierkorps des Generals Ganetzki anvertraut. Der Zar beobachtete die Angriffe seiner Truppen von einer Anhöhe beim Dorf Griwitza (Гривица).
Auf türkischer Seite war die Verteidigung im westlichen Abschnitt in der Tutschenitza-Schlucht nach der Verwundung der bewährten Generale Emin Pascha, Rifaat und Sabri Pascha dem Oberst Riza Bey übertragen worden. Tahir-Pascha, der Stabschef Osmans wurde mit der Organisation des westlichen Festung-Abschnittes betraut, wo Oberst Baghlar Baschi kommandierte. Die größte Truppenkonzentration erreichten die Russen im Zentrum. Hier begannen sie die Angriffe allerdings fälschlicherweise bereits um 10 Uhr statt wie vereinbart um 15 Uhr, da sie im Nebel die Truppenverschiebungen der Türken für Angriffe hielten. Wegen des verfrühten Angriffs war den russischen Truppen im Zentrum kein Erfolg beschieden und sie mussten sich wieder zurückziehen.
General Michail Dmitrijewitsch Skobelew befehligte den linken Flügel und eroberte unter großen Verlusten mehrere Schanzen, verlor sie aber am folgenden Tag wieder. Die Russen hatten dort die Verteidigung der Türken durchbrochen und mit den beiden russischen Regimentern aus Wladimir und Susdal die türkischen Truppen in zwei Hälften gespalten. Der dritte Angriff des Tages begann um 15 Uhr und wurde bewusst auf den Namenstag von Alexander II. gelegt, um ihm den Sieg zu widmen. Die Attacke wurde vom Zentrum und von beiden Flügeln her vorgetragen. Der Angriff auf dem rechten Flügel wurde von rumänischen Truppen unterstützt und erfolgte gegen die am stärksten befestigten türkischen Stellungen. Dieser Angriff endete jedoch mit hohen Verlusten von etwa 5.000 Toten und Verwundeten. Trotz der zahlenmäßigen Überlegenheit gelang es den russischen und rumänischen Truppen nicht, die Stadt einzunehmen, welche weiterhin die russischen Truppen an der strategischen Entfaltung hinderte. Die russisch-rumänischen Gesamtverluste während der Kämpfe zwischen 7. und 12. September vor Plewna betrugen etwa 350 Offiziere und 15.200 Mannschaften, jene der türkischen Verteidigung wurden auf 3.000 bis 4.000 Mann angegeben. 
Nach der dritten Schlacht hätte Osman Pascha mit seinen Truppen noch die Möglichkeit zum Rückzug gehabt, aber die Befehle des Sultans untersagten ihm, Plewna aufzugeben. Osman Pascha setzte als einer der ersten auf Redouten und Schützengräben. Er setzte bei der Verteidigung von Plewen nicht mehr auf aktive Handlungen, da seine nicht ausreichend versorgten Truppen für eine erfolgreiche Abwehr intakt bleiben sollten.

## Die Belagerung

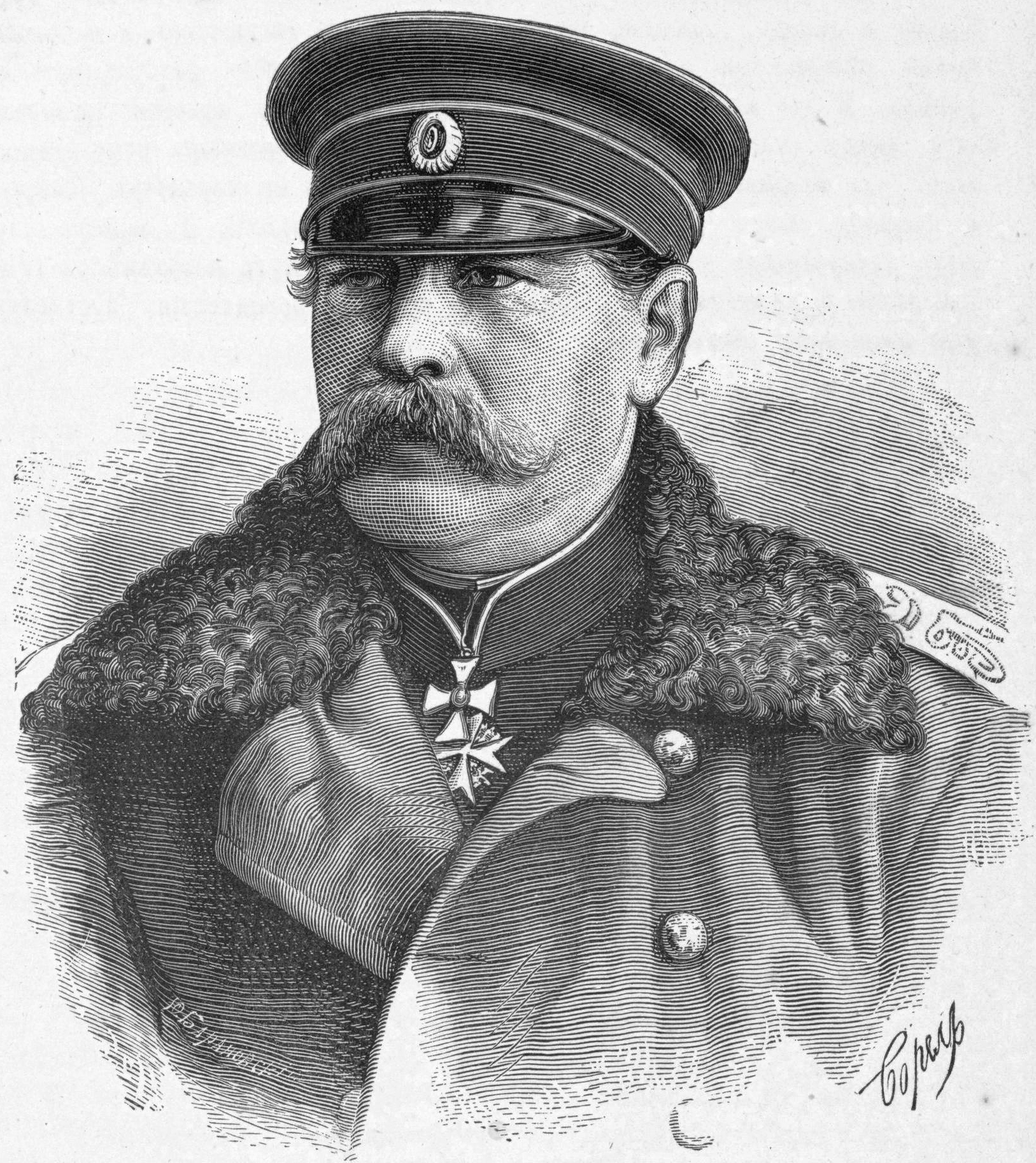
General Eduard Totleben

Da die Russen die starke Festung Plewen bis 17. September nicht im Sturm einnehmen konnten, entschieden sie sich für die Belagerung der Stadt, deren vollständige Einschließung erst am 6. Oktober erreicht werden konnte. General Totleben, der Berühmtheit erlangt hatte während der Belagerung von Sewastopol, wurde mit der Oberleitung der Belagerungsarbeiten vor Plewen betraut. Die Truppen des Generals Josif Gurko erhielten den Auftrag, die rückwärtigen Verbindungen des bei Plewen stehenden türkischen Heeres unter Osman Pascha zu unterbrechen und dessen Einschließung zu vollenden. Am 24. Oktober siegte General Gurko über türkische Verstärkungen in der Schlacht von Gorni-Dubnik. Am 2. November forderte der russische Großfürst Nikolai Nikolajewitsch Türken in Plewna zur Kapitulation auf, doch am 12. November lehnte Osman Pascha dieses Ansuchen ab.
Munition und Verpflegung der türkischen Verteidiger wurden knapp. In der Nacht des 9. Dezember (28. November) 1877 versuchten die Osmanen den Belagerungsring zu durchbrechen, was jedoch misslang. Der Ausbruchsversuch kostete 6000 Türken das Leben, Osman Pascha wurde am Bein verwundet. Kurz darauf kapitulierten die belagerten Osmanen. Totleben sagte dazu bescheiden: „Nicht ich habe den Osmanen besiegt, sondern der Hunger.“
Nach fünfmonatiger Belagerung musste sich am 10. Dezember 1877 die noch 34.000 Mann starke türkische Armee des Nuri Pascha Osman der russischen Armee bei Plewen ergeben. Von den türkischen Gefangenen kehrten später nur 10.000 heim. Die Russen verloren bei den Kämpfen um Plewna insgesamt etwa 50.000 Mann.

## Ausklang und Folgen

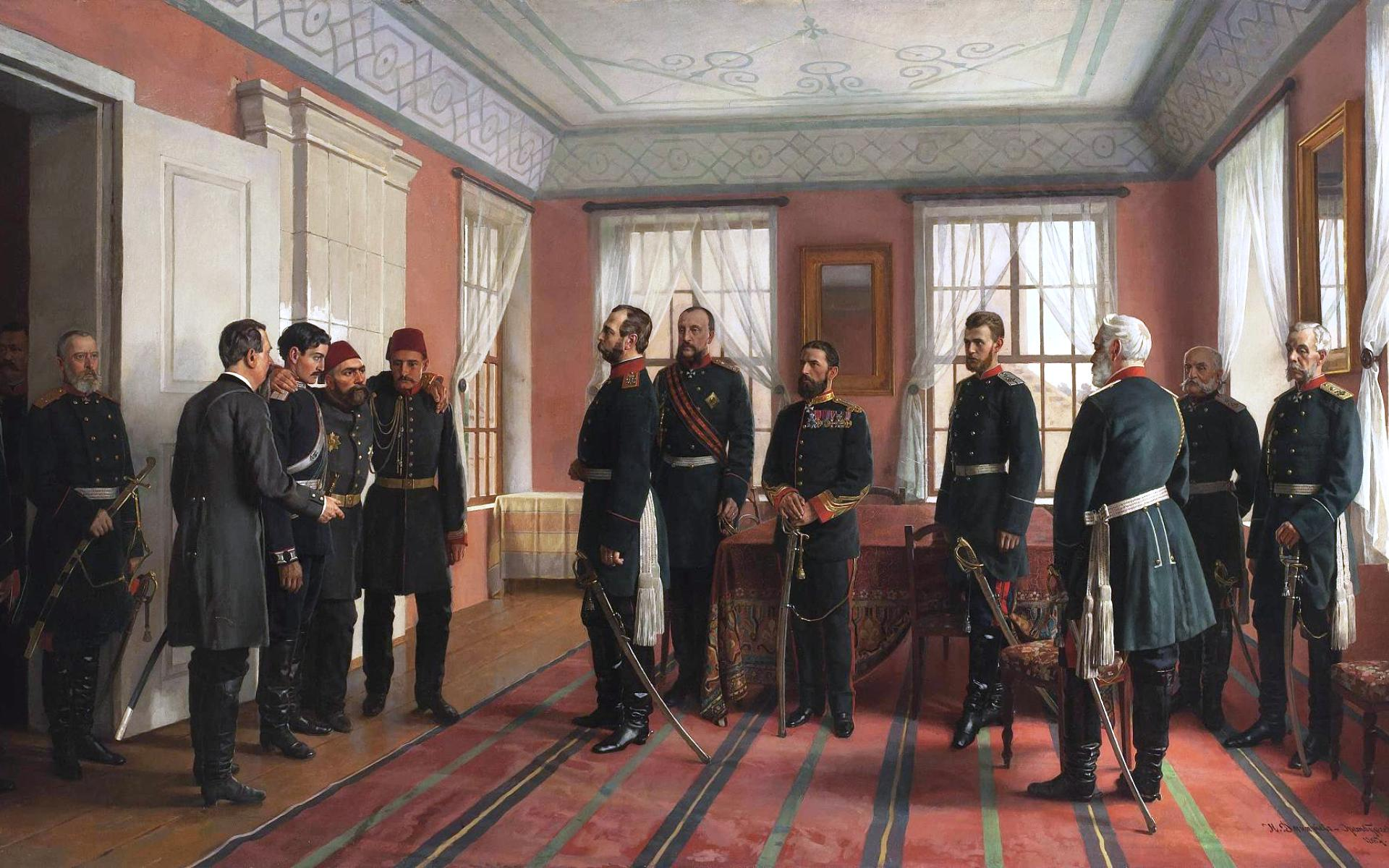
Zar Alexander II. empfängt den verwundeten Osman Pascha nach der Schlacht

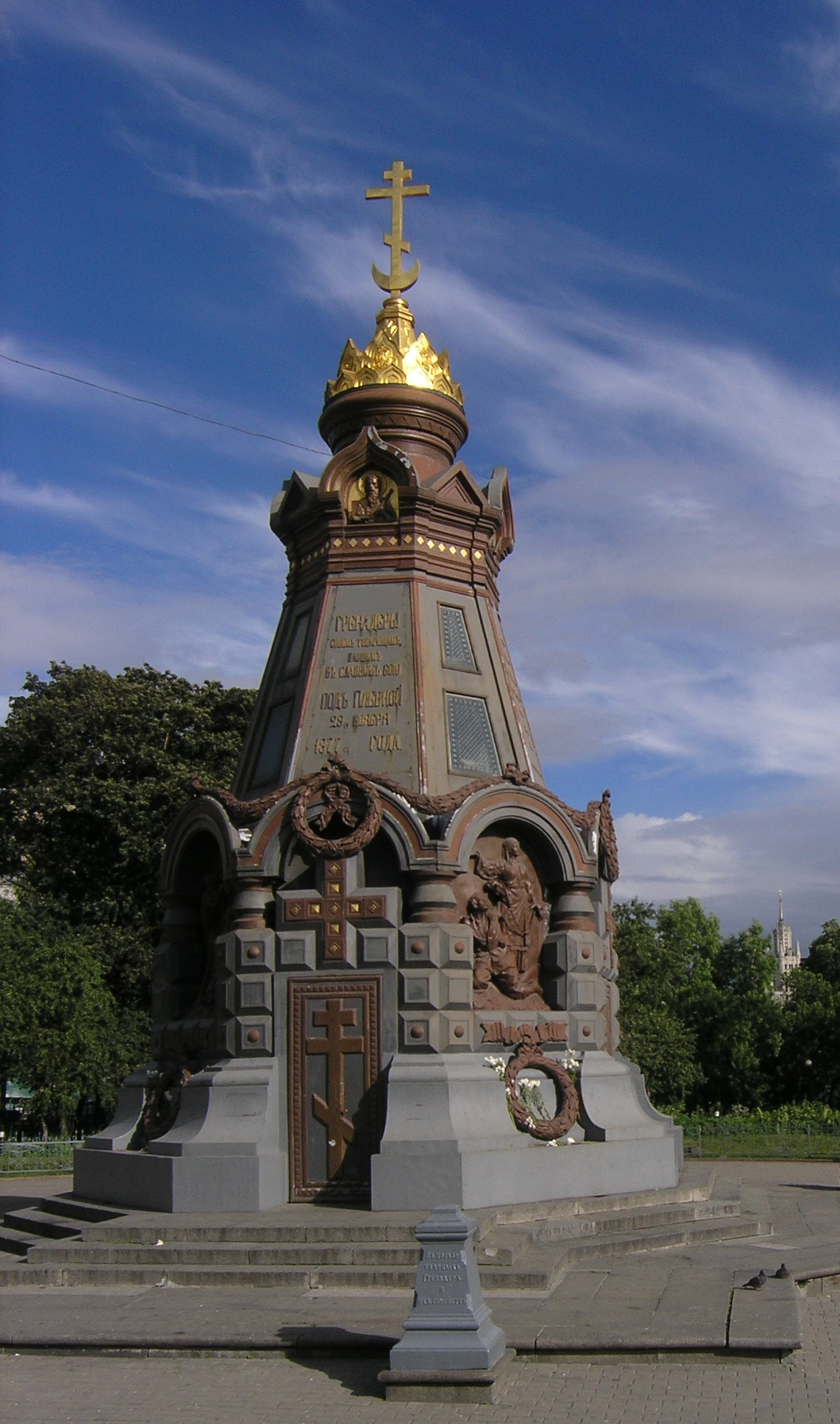
Plewen-Denkmal in Moskau

Am 12. Dezember zogen Großfürst Nikolai Nikolajewitsch, Fürst Carol und General Skobelew an der Spitze ihrer Truppen in Plewna ein. Die Einnahme der Festung und die Vernichtung der osmanischen Elitetruppen der Plewener Garnison waren für den Ausgang des Krieges entscheidend. Nachdem Zar Alexander II. den Fall von Plewna beigewohnt hatte, kehrte er am 15. Dezember 1877 nach Sankt Petersburg zurück, wo er am 22. mit großem Jubel empfangen wurde.
Die anfangs erfolgreiche und wirkungsvolle Kriegstaktik des Osman Pascha sorgte für Aufsehen und wurde fortan an europäischen Militärschulen studiert und gelehrt.
Aus dem Stahl einer bei Plewen von den Osmanen erbeuteten Kanone wurde die rumänische Stählerne Krone geschaffen, die auch Plewna-Krone genannt wird. Im bulgarischen Nationalbewusstsein ist die Schlacht am Schipkapass zwar noch tiefer verankert, sie ist aber militärisch um einiges  unbedeutender als die Schlacht um Plewen.
Der Schlacht von Plewen ist auch ein großes Panoramabild gewidmet, das in seiner Größe dem Bauernkriegspanorama von Bad Frankenhausen entspricht. Es wurde von Paul Philippoteaux gemalt und von März 1886 bis Dezember 1889 im National-Panorama in Berlin ausgestellt.